# Urús
Urús (pron. local [grus], que es va escriure oficialment Grus als anys 30 del segle xx) és un municipi de la comarca de la Baixa Cerdanya.

## Etimologia
De l'antropònim Aurucius, molt comú en el català medieval. El nom original Urús/Orús va anar evolucionant amb el temps cap a Gurús i finalment, Grus, nom que fou oficialitzat per la Generalitat de Catalunya el 1934.

## Geografia o medi físic
- Llista de topònims d'Urús (Orografia: muntanyes, serres, collades, indrets..; hidrografia: rius, fonts...; edificis: cases, masies, esglésies, etc).

## Demografia
| 1497 f | 1515 f | 1553 f | 1717 | 1787 | 1857 | 1877 | 1887 | 1900 | 1910 |
| ------ | ------ | ------ | ---- | ---- | ---- | ---- | ---- | ---- | ---- |
| 4      | 4      | 5      | 161  | 184  | 239  | 161  | 126  | 127  | 135  |

| 1920 | 1930 | 1940 | 1950 | 1960 | 1970 | 1981 | 1990 | 1992 | 1994 |
| ---- | ---- | ---- | ---- | ---- | ---- | ---- | ---- | ---- | ---- |
| 122  | 101  | 102  | 94   | 87   | 65   | 89   | 117  | 123  | 123  |

| 1996 | 1998 | 2000 | 2002 | 2004 | 2006 | 2008 | 2010 | 2012 | 2014 |
| ---- | ---- | ---- | ---- | ---- | ---- | ---- | ---- | ---- | ---- |
| 141  | 163  | 188  | 195  | 206  | 200  | 196  | 208  | 201  | 185  |

| 2016 | 2018 | 2020 | 2022 | 2024 | 2026 | 2028 | 2030 | 2032 | 2034 |
| ---- | ---- | ---- | ---- | ---- | ---- | ---- | ---- | ---- | ---- |
| 181  | 178  | 196  | 214  | 207  | -    | -    | -    | -    | -    |

## Entitats de població
| Entitat de població | Habitants (2024) |
| Urús                | 187              |
| la Valira           | 20               |
| Font: Idescat       |                  |

## Llocs d'interès[3]
- El prat del Cortal d'en Vidal
- La Font Freda
- L'església de Sant Climent d'Urús: església romànica del segle xi
- L'ermita de Sant Grau del Puig d'Urús
- La Fortificació la Presó